# Poutine
Poutine je kanadské jídlo, podávané především v podnicích rychlého občerstvení. Tvoří je dvakrát smažené bramborové hranolky, kousky pařeného sýra a omáčka z masového vývaru zahuštěného jíškou. K základním surovinám je také možno přidat slaninu, trhané maso, plísňový sýr, cibulku nebo hrášek. Vznikla také luxusní varianta, která obsahuje foie gras.  
Recept vznikl v oblasti Centre-du-Québec koncem padesátých let. Postupně se jídlo rozšířilo po celém Québecu a stalo se symbolem Frankokanaďanů. Ve dvacátém prvním století je poutine v důsledku kulturní apropriace považován za národní jídlo celé Kanady. Podává se na hokejových zápasech, nachází se na jídelníčku řetězců jako McDonald's nebo Burger King a byl servírován v Bílém domě při setkání Justina Trudeaua s Barackem Obamou. V mnoha kanadských obcích se pořádají soutěže o nejlepší poutine.